# Phillip E. Johnson
Phillip E. Johnson (Aurora, Illinois, 18 de junho de 1940 - 2 de novembro de 2019) foi um professor de direito da UC Berkeley e autor. Ele se tornou um cristão renascido após ter ganhado tenure como professor. Ele é considerado o pai do movimento do design inteligente, e o promove como uma alternativa ao presente paradigma científico sobre o origem e diversidade da vida(respectivamente biopoese e a teoria da evolução de Darwin). Johnson também nega que o HIV seja a única causa da AIDS. A comunidade científica considera ambas as noções como pseudociência.

## Vida
Johnson nasceu em Aurora, Illinois em 1940. Recebeu seu diploma de Bacharel em Artes em Literatura Inglesa, da Universidade de Harvard em 1961. Ele estudou direito na Universidade de Chicago e serviu como escrevente do Chefe de Justiça da Suprema Corte, Earl Warren. Ele é um professor de direito emérito da Escola Boalt de Direito na Universidade da Califórnia, Berkeley, onde serviu como membro ativo do corpo docente de 1967-2000.
Johnson se tornou um cristão renascido após o seu divórcio, e mais tarde se tornou um ancião da Igreja Presbiteriana (EUA). Ele reconta que durante um sabático na Inglaterra buscou, através da oração, por inspiração a cerca do que ele deveria fazer com o resto de sua vida, e então recebeu uma epifania após comprar O Relojoeiro Cego, de Richard Dawkins e Evolução: Uma Teoria em Crise de Michael Denton. Apesar de não possuir treino formal nas ciências biológicas, ele se tornou um proeminente crítico da teoria evolutiva.
Johnson popularizou o termo "design inteligente" no seu sentido atual em seu livro de 1991, Darwin on Trial. Ele permanece como um dos mais famosos defensores do design inteligente, e é considera o fundador do movimento do design inteligente. Ele é um crítico de naturalismo metodológico, um princípio básico da ciência que restringe suas investigações de causa naturais a fenômenos observáveis, e defende uma filosofia que ele criou o realismo teísta. Ele é o autor de vários livros sobre o design inteligente e tópicos relacionados, como também de livros didáticos sobre direito criminal. Johnson já apareceu em vários programas como o Firing Line da PBS em 19 de dezembro de 1997 e no documentário Judgement Day: Intelligent Design on Trial da série de tv Nova.
Desde 2001, Johnson vem sofrendo de uma série de pequenos derrames no lado direito do cérebro. Suas reabilitações limitaram suas atividades públicas e participações no debate sobre o Design Inteligente, tanto por causa dos efeitos físicos como pela crença de Johnson de que os derrames eram sinais de Deus o exortando a passar mais tempo com sua fé e sua família e menos tempo no "debate orgulhoso".
Em 2004 ele foi premiado com o inaugural "Phillip E. Johnson Award for Liberty and Truth" da Universidade de Biola - uma faculdade particular cristã evangélica - devido ao seu apoio ao design inteligente.

## Design inteligente
Johnson é mais bem conhecido como um dos fundadores do movimento do design inteligente, principal arquiteto da Estratégia da cunha, autor da Emenda Santorum, e um dos autores mais prolíficos do movimento do DI. Johnson é o cofundador e assessor de programa do Centro para Ciência e Cultura do Discovery Institute.
Johnson vem defendendo ferrenhamente tanto na esfera pública quanto política o ensino do design inteligente em favor da evolução, que Johnson caracteriza como "ateística" e "falsificada por todas as evidências" e que a "lógica é terrível". Ao representar a filosofia da ciência, e em extensão suas teorias como a evolução como ateístas, Johnson argumenta que uma alternativa mais válida seria o "realismo teísta". O realismo teísta defende que a ciência, ao depender do naturalismo metodológico, demanda uma adoção a priori de uma filosofia naturalistica que erroneamente dispensa explicações que contenham uma causa sobrenatural. Johnson rejeita a descendencia comum e não toma uma posiçao em relação a idade da Terra. Estes conceitos são temas comuns em seus livros, incluindo Darwin on Trial, Reason in the Balance: The Case Against Naturalism in Science, Law and Education, Defeating Darwinism by Opening Minds, e The Wedge of Truth: Splitting the Foundations of Naturalism. Eugenie Scott escreveu que Darwin on Trial "ensina muito pouco que é correto tanto sobre a natureza da ciência, quanto sobre o tópico da evolução. Ele não é recomendando nem por cientista ou educadores."
Trabalhando no Centro para Ciência e Cultura Johnson escreveu o rascunho inicial da Emenda Santorum, que encorajava uma aboragem de "Ensinar a Contróversia" sobre a evolução nos sistema de educação público americano, atualmente um tema comum ao movimento do design inteligente.
Nancy Pearcey, uma colega do Centro para Ciência e Cultura e conhecida de Johnson, o credita como líder do movimento do design inteligente em duas de suas mais recentes publicações. Em um entrevista com Johnson para a revista World, Pearcey diz que "não é só na política que lideres forjam movimentos. Phillip Johnson desenvolveu o que chamamos de movimento do 'Design Inteligente'..." No "Christianity Today", ela revela as crenças religiosas de Johnson e seu criticismo a evolução e afirma Johnson como o "porta-voz não oficial do DI".
A comunidade científica vê o design inteligente como não-científico, como uma pseudociência, ou como ciência lixo.